# Асептика

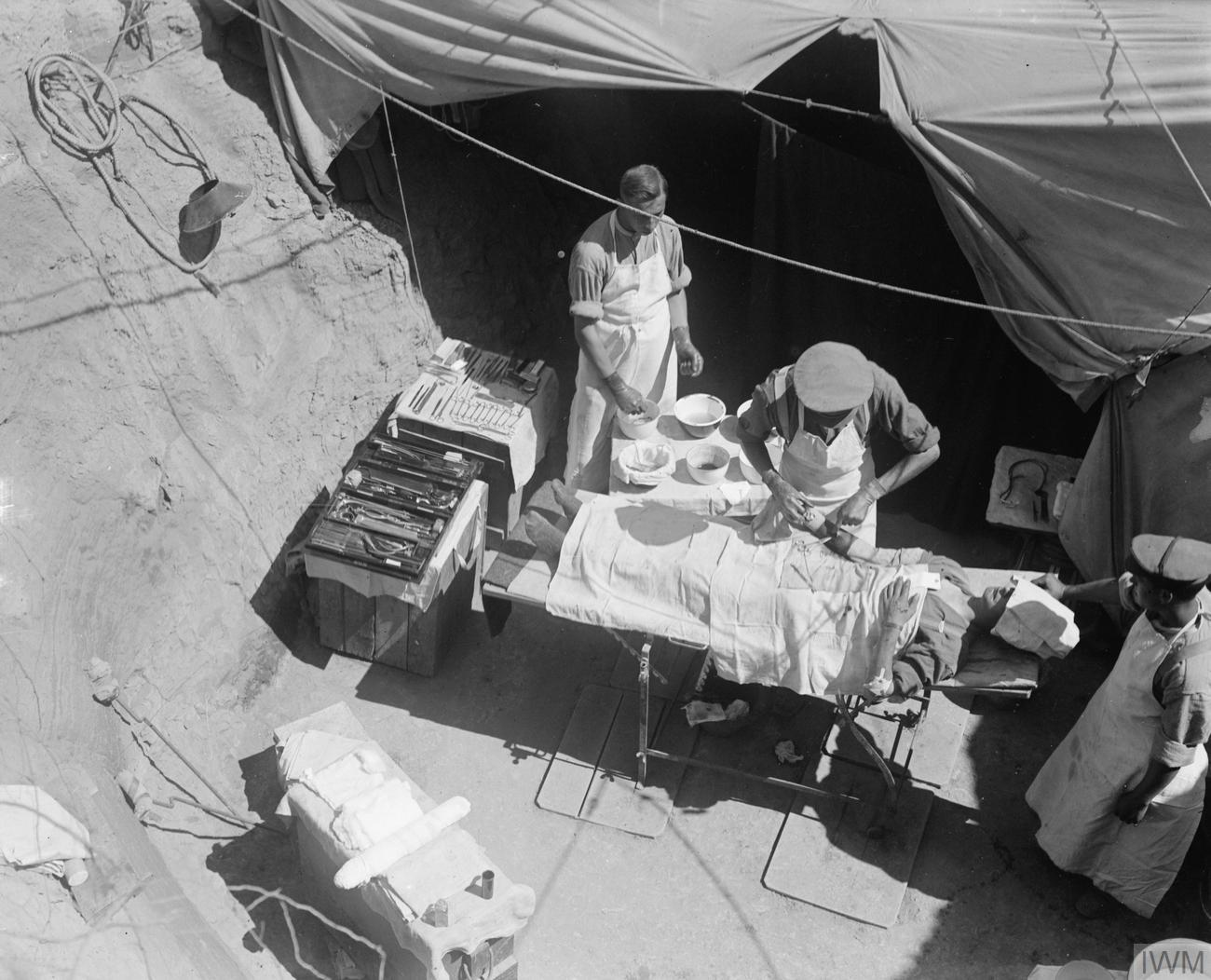
Операция в полевых условиях в Первую мировую войну у британских ополченцев в Галлиполи

Асе́птика — комплекс мероприятий, направленный на предупреждение/недопущение попадания микроорганизмов в рану.
Асептика — способ предупреждения нагноения ран. Асептику следует отличать от антисептики, которая имеет цель уничтожить возбудителей воспаления, уже имеющихся в ране, посредством определённых химических веществ, таких как карболовая кислота, сулема и др.
Одним из первых врачей, кто сделал вывод о необходимости предварительного обеззараживания, был Игнац Филипп Земмельвейс — венгерский врач-акушер, профессор Будапештского университета. Он обратил внимание на значительно более высокую смертность при родах в первом отделении Венской родильной больницы по сравнению со вторым отделением. Отделения ничем не отличались, за исключением того, что в первом отделении обучались студенты, часто приходившие в отделение прямо после вскрытия в соседствующем морге. В мае 1847 года Земмельвейс обязал персонал больницы перед манипуляциями с беременными и роженицами мыть руки в растворе хлорной извести. Смертность среди рожениц упала с 18,27 % до 1,27 %. В 1848 году были месяцы, когда в больнице не умирала ни одна из рожениц. Однако при жизни его метод так и не заслужил сколь-нибудь широкого признания. Директор клиники запретил Земмельвейсу публиковать статистику смертности до и после внедрения стерилизации рук, предупредил, что «посчитает такую публикацию доносом», и выгнал его с работы.
В конце 1880-х годов Н. В. Склифосовский ввёл при некоторых операциях стерилизованную повязку. Стерилизация перевязочных средств производилась вначале в небольшом аппарате при помощи нагретого воздуха. Вскоре асептический метод им был перенесён из перевязочной в операционную.
Одним из основателей асептики считается немецкий хирург Эрнст фон Бергманн. На X конгрессе хирургов в Берлине в 1890 г. он предложил физические методики обеззараживания — кипячение, обжигание, автоклавирование. Помимо физического, существуют химический и механический способы обеззараживания.
При асептическом способе лечения ран пользуются исключительно обеспложенной путём кипячения водой; весь перевязочный материал и инструменты также обеспложиваются текучим паром или кипячением.
Асептика применима до и во время операций на здоровых тканях, но неприменима там, где можно предполагать присутствие возбудителей воспаления в ране.
Асептика обладает несомненными преимуществами перед антисептикой в смысле результатов лечения, а также потому, что при асептическом способе лечения ран не бывает отравлений, которые возможны при применении некоторых антисептических средств. Благодаря проведённым асептическим мероприятиям значительно снижается нуждаемость в антисептиках в послеоперационный период, что существенно снижает затраты на лечение.
Асептика — метод предупреждения раневой инфекции; профилактическое уничтожение микробов, предупреждение их попадания в рану; соблюдение стерильности в ходе операции, стерилизация приборов, инструментов. Всё, что соприкасается с раной, должно быть стерильно.
Основой асептики является стерилизация.
Методы асептики: механический, физический, химический, биологический, комбинированный.
Способы стерилизации:
- паром под давлением (бельё);
- кипячение (металлические инструменты, кроме режущих);
- суховоздушные шкафы (можно обжигать инструмент над пламенем);
- холодная стерилизация (погружение резиновых перчаток в хлорамин);
- 96 % этиловый спирт (30 мин.).